# Народна торгівля
«Наро́дна торгі́вля» — перший український кооператив. Створений 1883 року у Львові з ініціативи Василя Нагірного й Аполлона Ничая.

## Історія

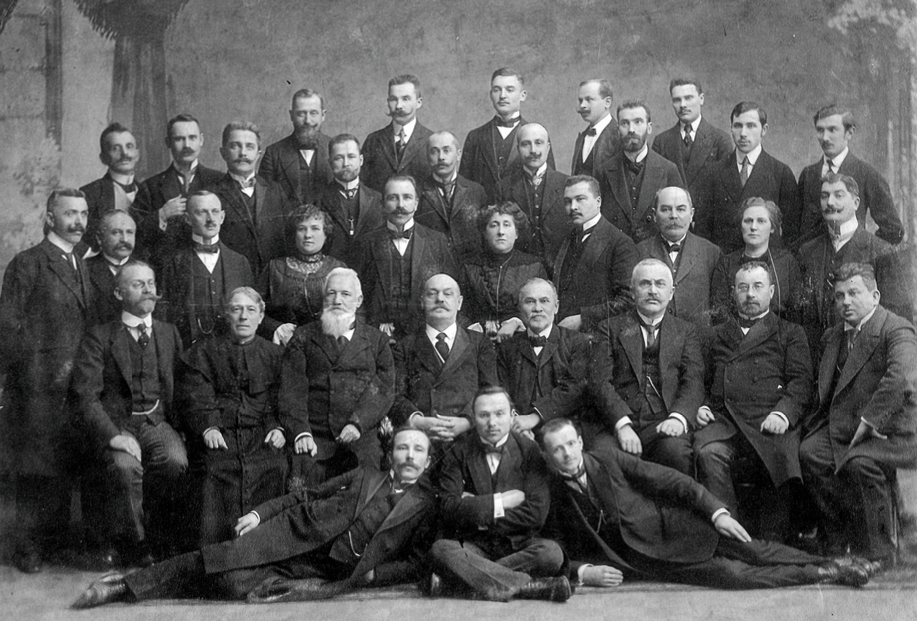
Учасники кооперативу «Народна Торгівля» у Львові 1913 р.
1-й ряд зверху зліва направо стоять: Теодор Сениця, Микола Коновал, Атанас Комар, Семен Кондур, Евстахій Гутникевич.
2-й ряд зверху зліва направо стоять: Іван Пашкевич, Іван Семчишин, Володимир Дудкевич, Михайло Лазорко, Григорій Попович, Ілля Антоняк, Теофіль Янович, Микола Терлецький, Евстахій Нагірний.
3-й ряд зверху зліва направо стоять: Антін Окпиш, Йосиф Тисовецький, Ярослав Кисілевський, Олена Захарієсевич-Бівель, Микола Турин, Альбіна Кнігиницька, Микола Скрипка, Іларіон Липецький, Олімпія Скарбек, Володимир Копистянський.
4-й ряд зверху зліва направо сидять: Микола Заячківський, о. Олександр Стефанович, Василь Нагірний, Юліян Січинський, Аполлон Ничай, Роман Сосновський, Степан Федак, Володимир Бачинський.
5-й ряд зліва направо лежать: Степан Тютько, Семен Шот, Михайло Гункевич

### Передумови
У 1873 році в Австро-Угорщині було видано закон про заробітково-господарські спілки, який передбачав розвиток кооперації на всій території імперії. Влада вирішила використати кооперативний рух для гальмування процесу розорення дрібних товаровиробників.
Галицькі поляки відразу оцінили нові можливості. Наступного, 1874 року, польські кооператори створили у Львові «Союз заробіткових і господарських товариств», до якого входили 51 кредитний і 7 промислово-торговельних кооперативів, які мали 17175 членів. Українська громада деякий час пасла задніх. Проте з часом деякі кооперативи почали «українізуватися» (зокрема, кредитна спілка «Віра», створена 1873 року у містечку Тисмениця).

### Зародження західноукраїнської кооперації
Роком зародження західноукраїнської кооперації вважається 1883-й. Тоді у Львові з ініціативи Василя Нагірного й Аполлона Ничая на кошти українських заможних міщан і селян створено кооперативне торговельне підприємство «Народна торгівля». Метою його діяльності гуртове постачання «з перших рук» та навчання українського населення веденню власної торгівлі. По містах «Народна торгівля» організовувала власні склади та крамниці, яких станом на 1914 рік мала 19, об'єднуючи 1244 членів (в тому числі 93 кооперативи). З «Народною торгівлею» співпрацювала 831 дрібна українська крамниця.
З 1907 кооператив змінив статус і став союзом торговельно-господарських спілок, маючи за мету перетворення громадських крамниць (які були при церквах, читальнях «Просвіти» тощо) в кооперативи рогдельського типу.

### ПісляПершої світової війни
Після Першої світової війни споживча кооперація була виділена в окремий сектор під назвою «Центросоюз». З 1926 року «Народна торгівля» стала фаховою централею споживчої кооперації, спеціалізуючись на імпорті колоніальних товарів та експорті товарів українського кооперативного та приватного виробництва.
Протягом 1883—1936 років «Народна торгівля» виховала понад 2000 українських фахівців.

### Націоналізація
1939 року радянська влада націоналізувала майно «Народної торгівлі» і включила її організацію у власну торговельну систему.

## Діячі
Діячами «НТ» були Фелікс Сельський, Микола Заячківський, Михайло Лазорко, Олександр Бариляк, Юліан Павликовський, Гузар Роман.